# Kostjantynivka (Donec'k)
Kostjantynivka (in ucraino Костянтинівка?; in russo Константиновка?, Konstantinovka) è una città dell'Ucraina orientale sita nel distretto di Kramators'k, nell'oblast' di Donec'k. Ospita l'amministrazione della comunità territoriale di Kostjantynivka, una delle comunità territoriali dell'Ucraina. Nel 2022 aveva una popolazione di 67 350 abitanti.
Fino al 18 luglio 2020 Kostjantynivka era classificata come città di rilevanza regionale, costituiva un comune autonomo e fungeva da centro amministrativo del distretto di Kostjantynivka, sebbene non appartenesse al distretto.
Nell'ambito della riforma amministrativa dell'Ucraina, che ha ridotto ad otto il numero dei distretti dell'oblast' di Donec'k, la città è entrata a far parte del distretto di Kramators'k.